# والنتین ورگا
والنتین ورگا (انگلیسی: Valentin Verga؛ زادهٔ ۷ اکتبر ۱۹۸۹) بازیکن هاکی روی چمن اهل پادشاهی هلند است و بازیکن خوبی است